# 托勒密·歐帕托爾
托勒密·歐帕托爾（希臘語:Πτολεμαῖος Ευπάτωρ , 前166年—前152年），是托勒密埃及國王托勒密六世和克麗奧佩脫拉二世之子，他在前152年時為父親托勒密六世的共治者，但他在同年的夏季便逝世，統治時間很短。歐帕托爾是他的稱號，意思為「父貴者」。 
關於歐帕托爾的一切只能從少量的文件和銘文得知，在一份收藏於大英博物館的莎草紙提到他在前158年－前157年期間擔任祭司。之後，歐帕托爾在前152年成為托勒密六世的共治者，當時歐帕托爾可能年僅12或13歲，他不久就過世了。另外他也是被奉為神明的埃及托勒密成員。
當十九世紀歷史學家發現托勒密·歐帕托爾存在時，誤以為他是托勒密六世的兄長，並認為他繼位在托勒密六世之前。因此當時把托勒密六世稱為托勒密七世，造成以後的托勒密君主順序都加一，例如凱撒的兒子托勒密十五世當時被稱為托勒密十六世。

## 腳註
1. ↑  Dodson and Hilton (2004) p. 280
2. 1 2 3  Dodson and Hilton (2004) p. 281
3. ↑  Ager  (2004) p. 180